# 韋弗利鎮區 (明尼蘇達州馬丁縣)
韋弗利鎮區（英語：Waverly Township）是位於美國明尼蘇達州馬丁縣的一個行政鎮區。

## 地方資料
韋弗利鎮區的面積為95.34平方千米，當中陸地面積為95.03平方千米，而水域面積為0.31平方千米。根據2020年美國人口普查的數據，當地共有人口201人，而人口密度為每平方千米2.11人。